# Priscilla Lane
Pour les articles homonymes, voir Lane.
Priscilla Lane est une actrice et une chanteuse américaine, née le 12 juin 1915 à Indianola (Iowa, États-Unis) et morte le 4 avril 1995 à Andover (Massachusetts).

## Biographie
C’est le 12 juin 1915 à Indianola, dans l'Iowa que naît Priscilla Mullican. Peu avant sa naissance, ses parents s'installent dans une grande maison de vingt-deux chambres où elle et ses quatre sœurs peuvent à loisir s'initier à la musique et au chant durant leur enfance.
Elle étudie à la « Eagin School of Dramatic Arts » à New York avant de partir en tournée en compagnie de ses sœurs Leota, Rosemary et Lola avec la Fred Waring et la Pennsylvanians Dance Band. Elle devient une chanteuse populaire et, cinq ans plus tard, en 1937, elle signe un contrat avec les studios de la Warner Brothers.
En 1937, elle tourne le premier film de sa carrière : Varsity Show de William Keighley.

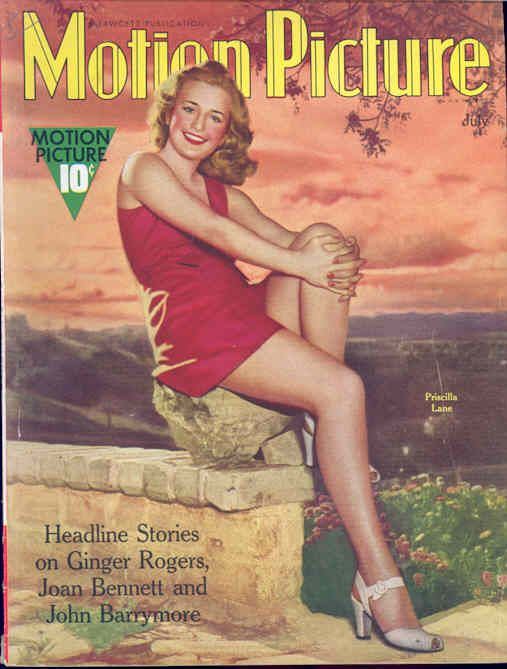
Priscilla Lane en couverture du magazine Motion Picture en 1938.

Un an plus tard, elle tourne avec deux de ses sœurs Rêves de jeunesse (Four daughters) de Michael Curtiz, adaptation du roman Sister act. C'est là un des grands succès de sa carrière. À Rêves de jeunesse, succèderont deux autres suites : Quatre Jeunes Femmes (Four Wives) en 1939 et Femmes adorables (Four Mothers) en 1941.
En 1939, elle interprète la petite amie de James Cagney dans Les Fantastiques Années 20 aux côtés d'Humphrey Bogart. Ce film de Raoul Walsh est le ressort dont elle avait besoin pour propulser sa carrière Hollywoodienne.
Le 14 janvier 1939, elle épouse Oren Haglund pour finalement annuler le mariage le 1er mai de la même année.
En 1942, Frank Capra impose l’actrice dans le rôle d’Elaine Harper dans la comédie Arsenic et Vieilles Dentelles face à Cary Grant. Mais le film ne put sortir que deux ans plus tard car comme stipulé dans le contrat, il ne pouvait être à l'affiche tant que la pièce était toujours en représentation à Broadway.
La même année, Alfred Hitchcock se voit dans l'obligation de l'engager dans Cinquième Colonne avec Robert Cummings. Elle n'est pas l'actrice qu'il souhaitait pour ce rôle, il trouve son style beaucoup trop banal, et c'est grâce à l'appui d'Universal qu'elle obtient le rôle. Sa prestation dans Cinquième Colonne est reconnue par la critique à sa sortie.
Le 22 mai 1942, elle épouse le Colonel Joseph A. Howard de l'U.S. Air Force. Leur mariage s'achève avec le décès de ce dernier, le 18 mai 1976. Ils eurent ensemble quatre enfants. Tout comme ses sœurs, elle arrête sa carrière assez rapidement afin de se consacrer pleinement à son rôle de mère.
En 1948, elle tourne encore dans un film noir : Bodyguard avec Lawrence Tierney ; ce sera sa dernière apparition à l’écran.
En 1994, on lui diagnostique un cancer du poumon. Elle est placée en maison de retraite à Andover dans le Massachusetts, près de son fils Joe et de sa famille. Elle meurt le 4 avril 1995 à l’âge de 79 ans, des suites de sa maladie. De grandes funérailles sont organisées en l'église de St Matthew ; elle est enterrée au cimetière national d'Arlington auprès de son époux.

## Filmographie
- 1937 : La Revue du collège (Varsity Show) de William Keighley de William Keighley : Betty Bradley
- 1938 : Love, Honor and Behave : Barbara Blake
- 1938 : Les hommes sont si bêtes (Men Are Such Fools) de Busby Berkeley : Linda Lawrence Hall
- 1938 : Joyeux Compères (Cowboy from Brooklyn), de Lloyd Bacon : Jane Hardy
- 1938 : Rêves de jeunesse (Four Daughters) de Michael Curtiz : Ann Lemp
- 1938 : Les Cadets de Virginie (Brother Rat), de William Keighley : Joyce Winfree
- 1939 : Le Printemps de la vie (Yes, My Darling Daughter) de William Keighley : Ellen Murray
- 1939 : Filles courageuses (Daughters Courageous), de Michael Curtiz : Buff Masters
- 1939 : Jeunesse triomphante (Dust Be My Destiny) de Lewis Seiler : Mabel Alden
- 1939 : Les Fantastiques Années 20 (The Roaring Twenties) de Raoul Walsh : Jean Sherman, puis Jean Hart
- 1939 : Quatre Jeunes Femmes (Four Wives), de Michael Curtiz : Ann Lemp Dietz
- 1940 : Brother Rat and a Baby : Joyce Winfree
- 1940 : Three Cheers for the Irish de Lloyd Bacon : Maureen Casey
- 1941 : Femmes adorables (Four Mothers) de William Keighley : Ann Lemp Deitz
- 1941 : Million Dollar Baby de Curtis Bernhardt : Pamela « Pam » McAllister
- 1941 : Blues in the Night, d'Anatole Litvak : Ginger Powell
- 1942 : Cinquième Colonne (Saboteur), d'Alfred Hitchcock : Patricia « Pat » Martin
- 1942 : La Reine de l'argent (Silver Queen), de Lloyd Bacon : Coralie Adams
- 1943 : The Meanest Man in the World de Sidney Lanfield : Janie Brown
- 1944 : Arsenic et Vieilles Dentelles (Arsenic and Old Lace), de Frank Capra : Elaine
- 1947 : Fun on a Weekend : Nancy Crane
- 1948 : Bodyguard, de Richard Fleischer : Doris Brewster

## Anecdotes
- On[Qui ?] envisagea de donner à Priscilla Lane le rôle de Mélanie Hamilton (finalement joué par Olivia de Havilland) dans Autant en emporte le vent.

- C'est après le refus de Bette Davis qu'elle et ses sœurs purent jouer dans Rêves de jeunesse.

- Alfred Hitchcock aurait voulu Barbara Stanwyck à sa place dans Cinquième Colonne (Saboteur) ; de même il souhaitait Gary Cooper à la place de Robert Cummings[1][réf. incomplète].